# Lhasa de Sela
Pour les articles homonymes, voir Lhassa (homonymie).
Lhasa de Sela, plus connue sous le nom de scène Lhasa, née le 27 septembre 1972 à Big Indian (État de New York) et morte le 1er janvier 2010 à Montréal (Québec), est une chanteuse américano-mexicaine ayant vécu au Canada. Elle chantait dans trois langues : anglais, français et espagnol. Sa musique est inspirée par différents grands courants musicaux comme la musique mexicaine, gitane, le folk américain, la chanson française, la soul et le rock.
Décrite comme une « âme bouillonnante, femme d'instinct et tête chercheuse », son disque La Llorona lancé en 1997 « a changé le visage de la chanson immigrante du Québec ».

## Biographie
Lhasa naît le 27 septembre 1972 à Big Indian dans l'État de New York aux États-Unis. Elle est la fille du Mexicain Alejandro Sela et de l'Américaine Alexandra Karam, qui est d'origine mixte russo-polonaise par sa mère et libanaise par son père (Karam),,. Son père est écrivain et professeur d'espagnol tandis que sa mère est photographe. Pendant son enfance, elle sillonne les États-Unis et le Mexique à bord d’un bus en compagnie de ses parents. Elle a neuf frères et sœurs (Gabriela, Samantha, Ayin, Sky, Miriam, Alex, Ben, Mischa et Eden : trois sœurs directes, trois demi-sœurs et trois demi-frères). À l’âge de 13 ans, Lhasa commence à chanter du jazz dans un café grec de San Francisco,.
À 18 ans, elle étudie la culture de la Grèce antique au St. John's College de Santa Fe, un programme qu'elle abandonne en mars 1991. Elle débarque à Montréal, d'abord « pour rendre visite à ses sœurs qui étudiaient à l'École nationale de cirque ». La jeune femme au crâne rasé décide finalement de rester et réside avec ses sœurs dans un petit quatre et demi, rue Clark dans le Plateau Mont-Royal. Elle travaille comme serveuse à la Maison de la culture mondiale du boulevard Saint-Laurent et se produit sur scène le soir, interprétant des chansons de Billie Holiday et de la ranchera mexicaine Chavela Vargas. C'est dans la métropole québécoise qu'elle fait une rencontre déterminante, celle d'Yves Desrosiers, avec qui elle crée son premier album en 1997. Repérés par Denis Wolff, alors directeur artistique pour la maison de disques indépendante Audiogram, le résultat de leur collaboration produira La Llorona, qui connaîtra un succès mondial.

### La Llorona
Selon le site web officiel de l'artiste, La Llorona évoque une « Amérique latine à la fois réelle et imaginaire, née de la mémoire d’une enfance itinérante ». Le site ajoute que l'album n'aurait « sans doute pas pu voir le jour ailleurs qu'à Montréal », où il a été écrit, en plein cœur de l'hiver. Dans une entrevue qu'elle accorde au magazine québécois à grand tirage L'Actualité, elle confie au journaliste Luc Chartrand :

« Plus le temps passe, plus je découvre des choses à aimer ici. J'ai une très grande affection pour le Québec. C'est... [silence] ici que j'ai connu ce qui se rapproche le plus du sentiment d'avoir un pays. »

L’album, qui « avait révélé des rythmes mexicains des années 1930 et 1940, auxquels s'ajoutaient des accents tziganes et klezmer » a conquis le Canada et la France avant de s’imposer dans de nombreux autres pays, remportant plusieurs prix (y compris un prix Juno au Canada) et se vendant à plus de 700 000 exemplaires. Encensée par ses fans, La Llorona est devenu un classique de musique du monde en quelques années,,.
Après les tournées de 1998-1999, dont une participation à la tournée Lilith Fair, Lhasa rejoint en France le cirque contemporain Pocheros (pour le spectacle La Maison Autre), troupe dans laquelle travaillent ses trois sœurs Ayin, Sky et Miriam.

### The Living Road

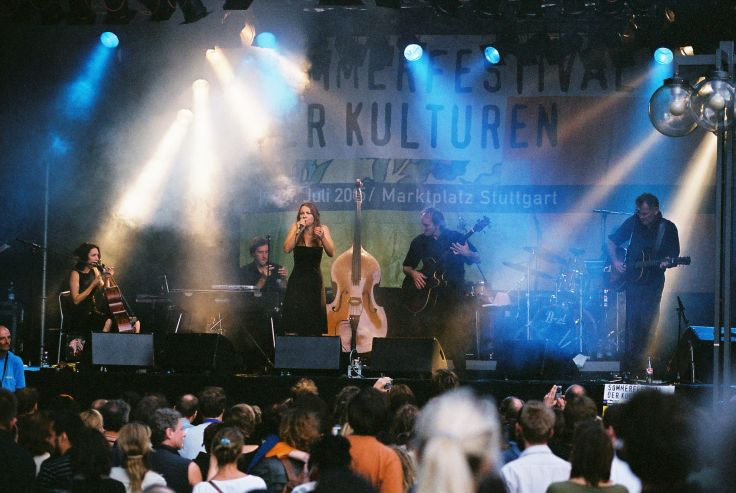
En spectacle à Stuttgart, en juillet 2005 avec Mario Légaré à la basse et Rick Haworth à la guitare.

Lhasa s'établit ensuite à Marseille pendant deux ans et demi, où elle recommence à écrire. Mais c'est de retour à Montréal en 2002 qu'elle finalise son deuxième album, dont elle confie finalement la réalisation et les arrangements au percussionniste François Lalonde et au pianiste Jean Massicotte (qui avait, avec Pierre Marchand, mixé La Llorona).
Alors que La Llorona est chanté entièrement en espagnol, The Living Road est écrit en français, en anglais et en espagnol. Son site officiel décrit l'ambiance de cette deuxième œuvre : « elle nous promène d’une « ranchera » à un gospel enlevé, d’un blues percutant à une berceuse toute en douceur avec une aisance à la mesure de son charisme et de sa conviction ». Lhasa apporte une autre touche personnelle à ce deuxième album, se réservant le privilège de dessiner elle-même la pochette.
The Living Road sort en novembre 2003. Il apporte à Lhasa une reconnaissance encore une fois générale. Ses interprétations font l'unanimité et « on la reconnaît comme une enfant du pays » un peu partout dans le monde. L'album figure d'ailleurs en troisième place des meilleurs albums de musique du monde sortis durant les années 2000 du Times de Londres, derrière The Radio Tisdas Sessions de l'ensemble touareg Tinariwen et Dimanche à Bamako du tandem malien Amadou et Mariam.
Ses chansons sont utilisées dans les bandes sonores de plusieurs films et émissions de télévision : Les Soprano, I Am Because We Are, le documentaire de Madonna, le film de science-fiction Cold Souls de Sophie Barthes et Casa de los babys de John Sayles. En 2020, le film 14 Days, 12 Nights (en) de Jean-Philippe Duval, utilise la chanson La Marée Haute. À plusieurs reprises dans le film ainsi que dans le générique de fin de La Maison (2007).
Lhasa a aussi collaboré avec les Tindersticks, Patrick Watson, Jérôme Minière, Franck Monnet et Arthur H. Elle a été récompensée au titre de « Meilleure artiste des Amériques » lors du gala des World Music Awards de la BBC en 2005.
En 2004 et 2005, Lhasa entreprend une longue tournée et donne un total de plus de 180 représentations : elle parcourt l'Europe, puis elle chante aux États-Unis, au Canada et au Mexique. Cette tournée remporte un grand succès auprès du public et les salles sont bondées un peu partout.

### Lhasa
Son troisième album, auquel elle donne son nom, est sorti en Europe, au Canada, aux États-Unis et au Japon en 2009. Lhasa est un album écrit complètement en anglais, sa langue maternelle, enregistré sur bande analogique au studio Hotel2Tango de Montréal. Les musiciens qui l'accompagnent sont Sarah Pagé à la harpe, Miles Perkin à la contrebasse, Joe Grass aux guitares, Andrew Barr à la batterie et Freddy Koella aux guitares. Patrick Watson a participé à la composition de certains morceaux.
Il ne s'agit pas des seules différences, souligne le critique musical du journal montréalais La Presse, lors de la sortie de l'album. Alexandre Vigneault constate que Lhasa chante « d'une voix claire et haute qu'on ne lui connaissait pas », un « virage vocal » que la chanteuse a entrepris après avoir connu des problèmes de voix en tournée. Sur cet album, plus calme que les précédents et teinté de blues, Lhasa, pour la première fois, s'accompagne elle-même au piano sur un morceau, I'm Going In.
Lhasa lance son album au théâtre Corona de Montréal le 21 avril 2009 et le présente au public parisien au théâtre des Bouffes-du-Nord pour un concert d'une heure, début mai 2009. L'album connaît un succès d'estime auprès de la presse européenne et nord-américaine. Après deux concerts en Islande fin mai, la tournée qui annonçait son grand retour sur scène à l'automne 2009 est annulée pour des raisons de santé. Elle annonce par la suite qu'elle a combattu un cancer du sein pendant plus de 21 mois.
Elle meurt à 37 ans le soir du 1er janvier 2010 dans sa résidence de Montréal sur la rue Saint-Dominique dans le Plateau-Mont-Royal des suites de sa maladie,.

## Discographie

### Albums
- 1998 : La Llorona
- 2003 : The Living Road
- 2009 : Lhasa
- 2017 : Live in Reykjavik (concert du 24 mai 2009)
- 2024 : First Recordings

### Participations
- Lhasa chante en duo avec Stuart Staples sur deux albums des Tindersticks : le morceau Sometimes it hurts sur l'album Waiting for the Moon (en) (2004) et le morceau posthume Hey Lucinda sur l'album The Waiting Room (en) (2016).
- Elle chante aussi sur le morceau That leaving feeling, sur l'album Leaving songs de Stuart Staples.
- Lhasa chante Le Jardin des délices et On en rit encore sur le DVD Show Time d'Arthur H, ainsi que sur l'album Des roses pour madame X d'Arthur H.
- Elle participe également à l'album Plein du monde de Bratsch en prêtant sa voix sur la chanson Nié bouditié.
- Elle chante L'Échelle de Richter avec Vincent Delerm et Fiancés avec Franck Monnet sur l'album Plutôt tôt, plutôt tard, compilation anniversaire de son label français. Sa chanson La Confession y est également interprétée par Françoiz Breut et Bastien Lallemant, accompagnés au piano par Jeanne Cherhal
- Elle apparaît sur l'album de Jérôme Minière, sorti en 2005, Chez Herri Kopter.
- Elle chante la chanson Los hermanos de Atahualpa Yupanqui sur l'album Nocturno de Bïa.
- Enfin, elle chante sur l'album Wooden Arms de Patrick Watson, sorti en 2009.